# Claude Arnulphy
Claude Arnulphy, né en 1697 à Lyon et mort le 22 juin 1786 à  Aix-en-Provence, est un peintre français.

## Biographie
Claude Arnulphy naît à Lyon en 1697. Il est fils de Charles Arnulphy, un peintre originaire du comté de Nice formé à Paris, en 1688, chez Florent Richard Delamare (1630-1718), et de Madeleine Prongey. Il passe son enfance à Lyon. Après une formation de peintre chez son père, il part pour Rome où il travaille dans l'atelier de Benedetto Luti, qui a formé Jean-Baptiste van Loo.
Vers 1722, il s'installe à Aix-en-Provence, où s'accomplira toute sa carrière. Son oncle paternel Claude Arnulphy, secrétaire du roi, lui ouvre de nombreuses portes. C'est ainsi qu'il reçoit, en 1726, la commande de six portraits des comtes de Provence pour la salle du conseil de l'hôtel de ville, œuvres aujourd'hui détruites.
Claude Arnulphy épouse Marguerite Aubaye en février 1732. Ils auront dix enfants, dont sept garçons. Seul l'un d'eux, prénommé Joseph, atteindra l'âge adulte.
Portraitiste de la société aixoise, il exerce aussi les fonctions officielles d'auditeur des comptes, de syndic et de trésorier. En 1763, il restaure  les tableaux de l'hôtel de ville de Marseille. En plusieurs occasions, il réalise en cette ville des œuvres diverses.

### L'école de dessin d'Aix
En 1765, le duc de Villars crée à Aix par testament une école de dessin, dirigée par le peintre d'histoire Charles Marcel Aune. Arnulphy devient son adjoint. C’est là qu'il donne ses premières leçons à Pierre Peyron, qui y trouve sa vocation. Lorsqu’en 1785 Aune part pour l'Amérique, Arnulphy prend la tête de l'école mais, fort âgé, il se choisit pour successeur un autre peintre aixois, Jean-Antoine Constantin. Il décède à Aix en 1786 et est enterré au couvent des Récollets.

## Collections publiques
En France
- Paris, musée national de la Marine : Louis-Philippe de Vaudreuil, huile sur toile

Au Royaume-Uni
- Londres, National Maritime Museum : L'Amiral Thomas Mathews, 1743, huile sur toile
- Londres, National Portrait Gallery: Sir William Rowley, gravé par John Faber d'après Claude Arnulphy, estampe[7]